# Sommer-Paralympics 2008/Teilnehmer (Chile)
| stlisierte Goldmedaille | stlisierte Silbermedaille | stlisierte Bronzemedaille |
| ----------------------- | ------------------------- | ------------------------- |
| —                       | —                         | —                         |

Chile nahm mit fünf Sportlern an den Sommer-Paralympics 2008 im chinesischen Peking teil.
Fahnenträger bei der Eröffnungsfeier war Robinson Mendez. Für alle Athleten endeten die Spiele in der Vorrunde.

## Teilnehmer nach Sportarten

### Leichtathletik
Männer
- Cristián Valenzuela
- Claudio Vargas

### Rollstuhltennis
Männer
- Francisco Cayulef
- Robinson Méndez

### Schwimmen
Frauen
- Macarena Quero